# Pasirlancar
Pasirlancar is een bestuurslaag in het regentschap Pandeglang van de provincie Banten, Indonesië. Pasirlancar telt 2444 inwoners (volkstelling 2010).